# Paul vom Kreuz

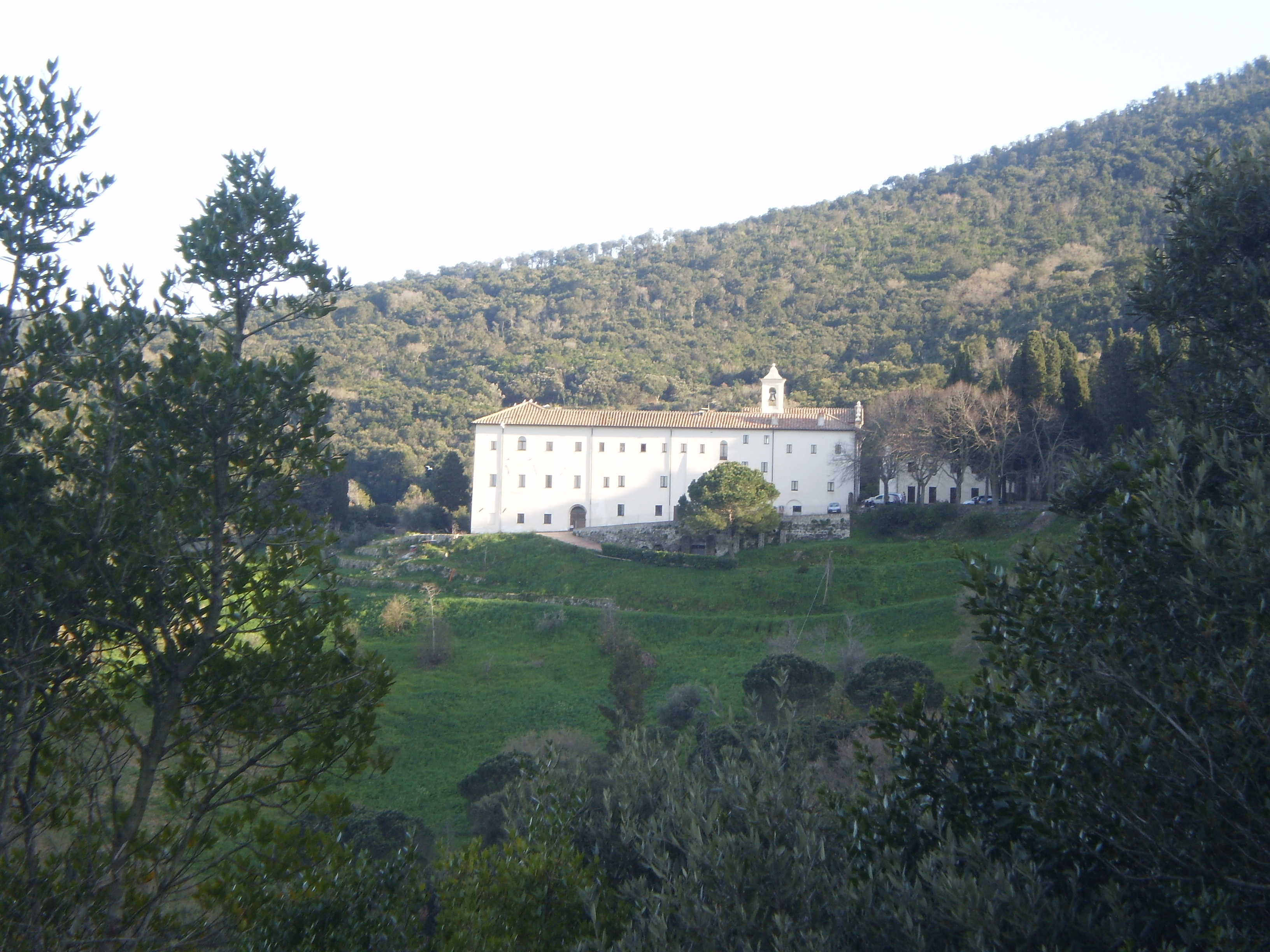
Kloster der Präsentation in Monte Argentario, Toskana

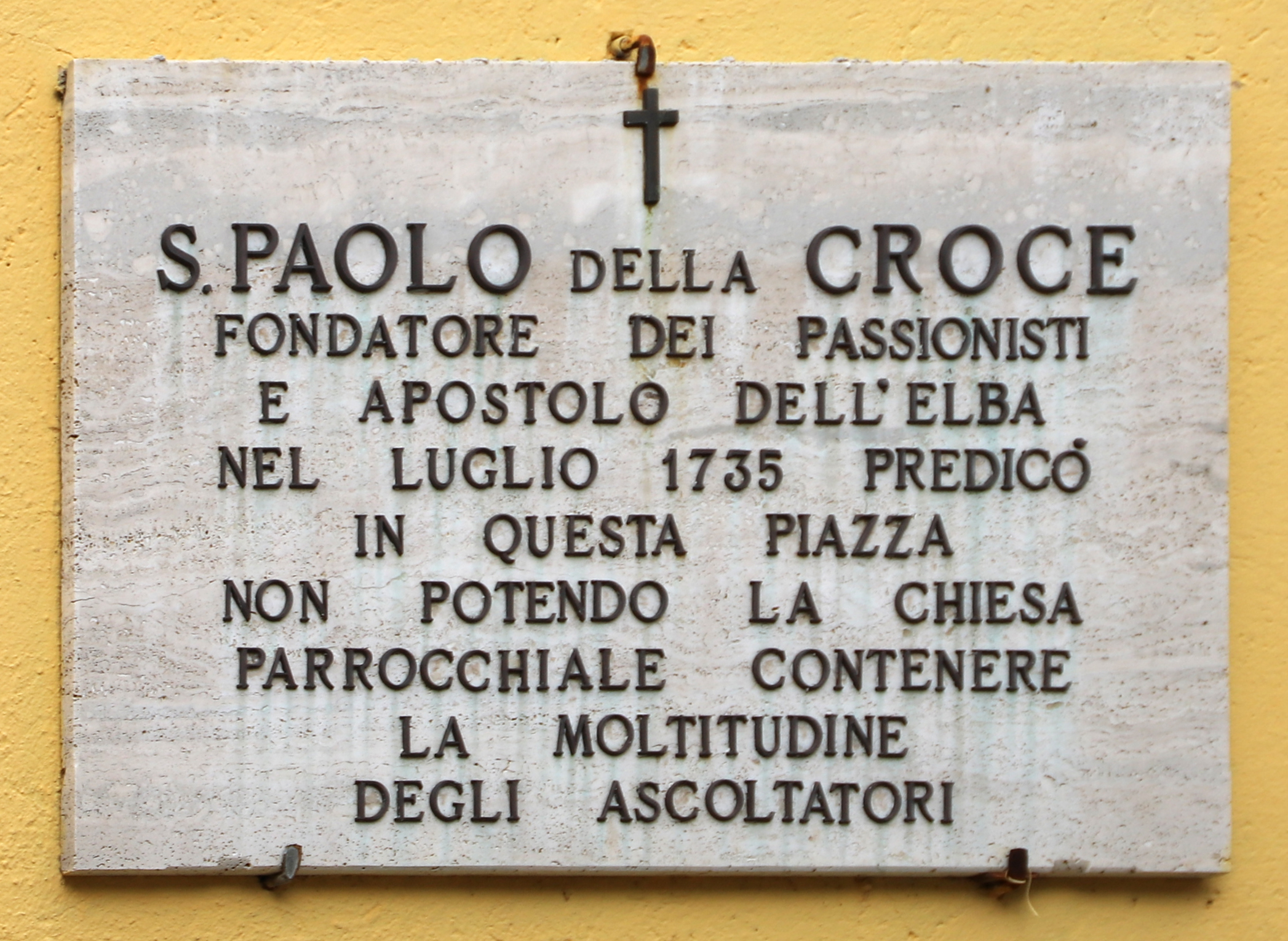
Gedenktafel in Poggio auf Elba

Paul (oder Paulus) vom Kreuz (italienisch Paolo della Croce), geboren als Paolo Francesco Danei (* 3. Januar 1694 in Ovada; † 18. Oktober 1775 in Rom), war ein italienischer Mystiker und der Gründer der Kongregation vom Leiden Jesu Christi. Er wird in der römisch-katholischen Kirche als Heiliger verehrt.

## Biografie
Der hl. Paul vom Kreuz gilt als einer der größten katholischen Mystiker des 18. Jahrhunderts. Paul, der aus einer reichen Kaufmannsfamilie stammte, hatte mit 19 Jahren eine Bekehrungserfahrung hin zu einem dem Gebet gewidmeten Leben. Die frühe Lektüre der Abhandlung über die Gottesliebe (Theotimus) des Franz von Sales und die geistliche Leitung durch einen Priester des Ordens der Kapuziner lehrten ihn das Primat der Liebe. Die Überzeugung, dass Gott am leichtesten in der Passion Jesu Christi gefunden werden könne, begleitete ihn von da an durch sein ganzes Leben. Er sah das Leiden Christi als das überwältigendste Zeichen der Liebe Gottes und zugleich als die Tür zur Vereinigung mit Gott. Sein Leben widmete er der Aufgabe, diese Botschaft zu verbreiten und eine Gemeinschaft zu gründen, deren Mitglieder dies ebenfalls tun würden.

„Ich bin Paul vom Kreuz, den Jesus gekreuzigt hat.“

Im Alter von 26 Jahren hatte Paul eine Reihe von Gebetserfahrungen, die ihn davon überzeugten, dass Gott ihn dazu einlud, eine Gemeinschaft zu gründen, die ein evangelisches Leben führen und die im Leiden Jesu offenbarte Liebe Gottes verkünden würde. In einer Vision sah er sich selbst und seine Gefährten im Habit, den sie tragen würden: eine lange, schwarze Tunika, auf der unter einem weißen Kreuz, sich ein Herz mit der Inschrift „Das Leiden Jesu Christi“ befindet. Während der Vision hörte er die Worte: „Das soll zeigen, wie rein ein Herz sein muss, in das der heiligen Name Jesu eingeprägt ist.“ Der erste Name der neuen Gemeinschaft war „die Armen Jesu“. Später wurde sie unter dem Namen „Kongregation vom Leiden Jesu Christi“ oder „Passionisten“ bekannt.
Ermuntert von seinem Bischof, der ihn in das schwarze Habit eines Einsiedlers einkleidete, schrieb Paul Ende 1720 während vierzigtägiger Besinnungstage die Regel der neuen Gemeinschaft. Die Gemeinschaft sollte ein Leben der Buße, in Einsamkeit und Armut führen, und die Menschen die einfachste Weise lehren, das Leiden Jesu zu betrachten.
Sein erster Gefährte war sein eigener Bruder, Johannes Baptist, der zusammen mit Paul am 7. Juni 1727 im Petersdom in Rom von Papst Benedikt XIII. die Priesterweihe empfing. Nach der Weihe widmeten sie sich der Predigt in Pfarreien, vor allem in entlegenen Gegenden, wo es nicht genügend Priester gab. Ihre Predigttätigkeit und die Besinnungstage, die sie in Seminarien und Ordenshäuser gaben, machten ihre Sendung bekannt, und die Gemeinschaft begann zu wachsen.
Das entbehrungsreiche Leben der ersten Passionisten zog keine großen Mengen an, aber Paul zog ein langsames, manchmal schmerzhaftes Wachstum einem spektakulären vor. Sein wichtigstes Ziel war in seinen eigenen Worten, „einen ausschließlich auf Gott ausgerichteten, vollständig apostolischen Menschen“ zu formen „einen Mann des Gebets, losgelöst von der Welt, von den Dingen, von sich selbst, sodass er den Namen eines Jünger Jesu Christi zu recht trägt“.
Das erste Kloster wurde 1737 auf dem Monte Argentario (Provinz Grosseto) gegründet; die Gemeinschaft hatte neun Mitglieder. Paul nannte seine Klöster „ritiro“ (Rückzug), um das Leben der Einsamkeit und Kontemplation zu betonen, das er für diejenigen als notwendig erachtete, die die Botschaft des Kreuzes verkünden wollten. Neben dem gemeinsamen Stundengebet sollten die Mitglieder seiner Gemeinschaft mindestens drei Stunden jeden Tag dem kontemplativen Gebet widmen.
Während seiner Lebenszeit war Paul vom Kreuz vor allem als Prediger und geistlicher Begleiter bekannt. Mehr als 2000 seiner Briefe, die meistens der geistlichen Begleitung gewidmet waren, sind erhalten.
Paul vom Kreuz starb am 18. Oktober 1775 im Kloster der Heiligen Johannes und Paul (bei Santi Giovanni e Paolo) in Rom. Seine Kongregation umfasste damals 180 Priester und Brüder, die in zwölf Klöstern vor allem im Gebiet des Kirchenstaats lebten. Außerdem gab es ein Kloster kontemplativer Schwestern in Corneto (heute Tarquinia), das Paul einige wenige Jahre vor seinem Tod gegründet hatte, um das Gedächtnis des Leidens Jesus in einem Leben des Gebets und der Buße zu fördern, und das bis heute besteht.

## Seligsprechung und Heiligsprechung
Paul vom Kreuz wurde am 1. Oktober 1852 seliggesprochen und am 29. Juni 1867 von Papst Pius IX. heiliggesprochen. Sein Gedenktag wird am 19. Oktober gefeiert, früher am 28. April.

## Zitate
„Es ist eine ausgezeichnete und heilige Übung, die Passion unsere Herrn zu erinnern und zu meditieren, denn auf diesem Weg werden wir die Vereinigung mit Gott erreichen. In dieser Übung, der heiligsten aller Schulen, lernen wir die wahre Weisheit, denn hier sind alle Heiligen weise geworden.“

## Schriften
- Paolo della Croce: Das geistliche Tagebuch des heiligen Paul vom Kreuz. (Übers.: Martin Bialas) Pattloch, Aschaffenburg 1976, ISBN 3-557-91123-3
- Paolo della Croce: Im Kreuz ist Heil. Eine Auswahl aus seinen Schriften. (Übers. und herausgegeben: Martin Bialas) Benziger, Zürich 1979, ISBN 3-545-20511-8